# Baie de la Conception-Est–Île Bell
Circonscription électorale provinciale du Canada
Baie de la Conception-Est–Île Bell (en anglais : Conception Bay East–Bell Island) est une circonscription électorale provinciale de la Chambre d'assemblée de la province canadienne de Terre-Neuve-et-Labrador.

## Liste des députés
| Baie de la Conception-Est–Île Bell |                    |                           |                |             |
| Député                             | Député             | Parti                     | Mandat         | Législature |
|                                    | Jim Walsh (en)     | Libéral                   | 1996 - 1999    | 43e         |
|                                    | Jim Walsh (en)     | Libéral                   | 1999 - 2003    | 44e         |
|                                    | Dianne Whalen (en) | Progressiste-conservateur | 2003 - 2007    | 45e         |
|                                    | Dianne Whalen (en) | Progressiste-conservateur | 2007 - 2010    | 46e         |
|                                    | David Brazil (en)  | Progressiste-conservateur | 2010 - 2011    | 46e         |
|                                    | David Brazil (en)  | Progressiste-conservateur | 2011 - 2015    | 47e         |
|                                    | David Brazil (en)  | Progressiste-conservateur | 2015 - 2019    | 48e         |
|                                    | David Brazil (en)  | Progressiste-conservateur | 2019 - 2021    | 49e         |
|                                    | David Brazil (en)  | Progressiste-conservateur | 2021 - 2024    | 50e         |
|                                    | Fred Hutton (en)   | Libéral                   | 2024 - présent | 50e         |